# Нижньобіккузіно
Нижньобікку́зіно (рос. Нижнебиккузино, башк. Түбәнге Бикхужа) — присілок у складі Кугарчинського району Башкортостану, Росія. Адміністративний центр Нижньобіккузінської сільської ради.
Населення — 263 особи (2010; 309 в 2002).
Національний склад:
- башкири — 79%